# Джагер, Эрик
Эрик Джагер (англ. Eric Jager; родился 27 апреля 1957) — американский учёный и литературный критик, специалист по средневековой литературе, профессор английского языка в Калифорнийском университете в Лос-Анджелесе. Окончил колледж Кэлвина в 1979 году, получил докторскую степень в Мичиганском университете в 1987. Автор ряда монографий, в числе которых «Последняя дуэль: правдивая история испытания битвой в средневековой Франции». На этой книге основан сценарий художественного фильма Ридли Скотта «Последняя дуэль» (2021).
Библиография
- Голос искусителя: язык и грехопадение в средневековой литературе, 1993;
- Книга сердца, 2000;
- Последняя дуэль: правдивая история испытания битвой в средневековой Франции, 2004;
- Королевская кровь: правдивая история о преступлениях и их раскрытии в средневековом Париже, 2014.